# Fermi-Problem
Als Fermi-Problem oder Fermi-Frage bezeichnet man eine quantitative Abschätzung für ein Problem, zu dem zunächst praktisch keine Daten verfügbar sind. Es ist benannt nach dem Kernphysiker Enrico Fermi, der dafür bekannt war, trotz mangelnder Informationen spontan gute Abschätzungen liefern zu können – beispielsweise warf er beim ersten Atombombentest (Trinity-Test) Papierschnipsel in die Luft und beobachtete, wie weit diese durch die Druckwelle weggeblasen wurden; daraus konnte er direkt vor Ort die ungefähre Sprengkraft der Bombe abschätzen, lange bevor die Sensormessungen ausgewertet waren.

## Vorgehensweise
Das Herausfordernde an derartigen Problemen ist, dass man weder direkte Erfahrungswerte aus einem ähnlichen Problem hat, noch die nötigen Daten zur Verfügung stehen, mit denen man direkt eine Berechnung anstellen könnte. Andererseits kennt man die Zusammenhänge im Umfeld des Problems recht gut und kann diese nutzen, um auf indirektem Weg zu einer Lösung zu kommen.
Die Voraussetzung für die Lösung eines Fermi-Problems ist also ein gewisses Allgemeinwissen und „gesunder Menschenverstand“. Da sich dieses Vorwissen jedoch nicht unmittelbar für die Lösung nutzen lässt, muss man dieses Vorwissen quantifizieren und dabei die jeweiligen Annahmen begründen. Aus diesen Teilabschätzungen lässt sich dann das Gesamtergebnis – oft erst in mehreren Stufen – ermitteln. Das Fehlen der Erfahrungswerte für das Gesamtproblem kompensiert man also dadurch, dass für Teilprobleme Erfahrungswerte vorhanden sind; und das Fehlen der Daten für die Berechnung kompensiert man aus diesen Abschätzungen für die Teilprobleme.
Das Gesamtergebnis ist oft erstaunlich genau (zumindest in der richtigen Größenordnung). Da man die Teilprobleme recht gut kennt (bzw. diese noch weiter zerlegen könnte), sind deren Abschätzungen recht gut und bewegen sich rund um die tatsächlichen Werte. Zudem treten durchweg keine systematischen Fehler auf, sondern es ist wahrscheinlich, dass sich die Abschätzungsfehler zum Teil gegenseitig aufheben – wenn die eine Größe als zu groß geschätzt wurde, wurde eine andere vielleicht als zu klein geschätzt.

## Beispiel: Klavierstimmer in Chicago
Das klassische Beispiel für ein Fermi-Problem ist die Frage nach der Zahl der Klavierstimmer in Chicago. Hier hat man zunächst weder statistische Daten, mit denen man eine Berechnung starten kann (wie etwa die durchschnittliche Anzahl der Klavierstimmer pro 1000 Einwohner), noch Erfahrungswerte aus anderen Städten, die man auf Chicago extrapolieren kann. Man weiß jedoch recht genau, wie ein Klavierstimmer arbeitet; daraus ergibt sich z. B. folgende Rechnung.
Annahmen:
- Ungefähr 3 Millionen Leute leben in Chicago.
- Ungefähr zwei Personen leben durchschnittlich in einem Haushalt.
- Ungefähr in jedem zwanzigsten Haushalt gibt es ein Klavier, das regelmäßig gestimmt wird.
- Klaviere werden ungefähr einmal pro Jahr gestimmt.
- Es dauert etwa zwei Stunden, ein Klavier zu stimmen, inklusive Fahrzeit.
- Ein Klavierstimmer hat einen 8-Stunden-Tag, eine 5-Tage-Woche und arbeitet 40 Wochen pro Jahr.

Daraus ergibt sich die Zahl der pro Jahr zu stimmenden Klaviere in Chicago:
(3.000.000 Einwohner) / (2 Personen pro Haushalt) × (1 Klavier/20 Haushalte) × (1 Mal Stimmen pro Klavier und Jahr) = 75.000 Mal muss in Chicago pro Jahr ein Klavier gestimmt werden.
Ein Klavierstimmer kann folgende Arbeit bewältigen:
(40 Wochen pro Jahr) × (5 Tage pro Woche) × (8 Stunden pro Tag) / (2 Stunden pro Klavier) = 800 Klaviere kann ein Klavierstimmer pro Jahr stimmen.
Demnach müsste es etwa 100 Klavierstimmer in Chicago geben.
Dieses Wissen kann man beispielsweise so nutzen: Wenn man ein Geschäft eröffnen möchte, das Werkzeuge für Klavierstimmer verkauft, und aus einer weiteren Abschätzung weiß, dass man 10.000 potenzielle Kunden braucht, sieht man, dass sich so ein Geschäft selbst in einer Großstadt wie Chicago bei weitem nicht lohnen würde. Aber man kann seine Planungen modifizieren und jeweils nachrechnen, bis man auf ein vermutlich funktionierendes Geschäftsmodell gestoßen ist.

## Anwendung
- Berechnungen ersetzen: Oft ist man nicht gleich am genauen Ergebnis einer Berechnung interessiert, sondern möchte zuerst einmal die Größenordnung einschätzen. Mit einer guten Abschätzung kann man manchmal auf eine aufwändige Berechnung verzichten. Oder es kann sein, dass eine exakte Berechnung gar nicht möglich ist, weil keine Daten vorhanden sind – ein Beispiel dafür ist die Drake-Gleichung, die die Anzahl der intelligenten Zivilisationen in der Milchstraße abschätzt (siehe auch Fermi-Paradoxon).
- Berechnungen vorbereiten: Statt einen mathematischen „Blindflug“ durchzuführen, weiß man durch eine Abschätzung schon vorher die Größenordnung und kann damit beurteilen, welchen Aufwand man betreiben muss, um die nötige Genauigkeit zu erhalten. Beispielsweise könnte man die Größenordnung einer Geschwindigkeit abschätzen und damit beurteilen, ob man bei der genauen Berechnung relativistische Effekte berücksichtigen muss oder diese vernachlässigen kann.
- Berechnungen überprüfen: Ein Rechenfehler in einer komplizierten Berechnung fällt nicht so schnell auf; mit einer guten Abschätzung kann man das Ergebnis kontrollieren, denn wegen ihrer Einfachheit sind Fehler dort nicht so wahrscheinlich, zudem liefert die Abschätzung auch Zwischenergebnisse. (Es ist sinnvoll, die Abschätzung zuerst durchzuführen, weil man sich beim Schätzen sonst leicht durch das bereits berechnete Ergebnis beeinflussen lässt.)
- Durch die Zerlegung in Teilprobleme mit vielen Annahmen kann die Abschätzung leichter verbessert werden, indem man sich bei den einzelnen Teilabschätzungen um exaktere Werte bemüht. Geht man dagegen nur von wenigen komplizierteren Grundannahmen aus, ist es meist schwieriger, diese zu verbessern.
- Durch die Zerlegung in Teilprobleme kann man auch mit meist wenig Aufwand eine untere und obere Grenze für das Gesamtergebnis angeben, indem man für jedes Teilproblem den kleinsten bzw. größten wahrscheinlichen Wert einsetzt.
- Die Vorgehensweise bei Fermi-Problemen ist grundlegend für die Naturwissenschaften – durch das Lösen von Fermi-Problemen lernt man, ein komplexes Problem in einfachere Teilprobleme zu zerlegen, sowie klar zu benennen, von welchen Theorien/Voraussetzungen/Annahmen man ausgeht. Während man in der Wissenschaft meist nur an kleinen Teilaspekten arbeitet, sind Fermi-Probleme meist viel breiter gefasst – sie erfordern (mangels entsprechender Vorkenntnisse) die komplette Argumentationskette, beginnend von der Beschreibung der Grundannahmen; im Wissenschaftsbetrieb nimmt man dagegen komplette Theorien als gegeben an und baut lediglich darauf auf.